# سالادو (تكساس)
سالادو (بالإنجليزية: Salado)‏ هي مدينة أمريكية تقع في ولاية تكساس.تبلغ مساحة هذه المدينة 44.1 (كم²)،ويبلغ عدد سكانها 3475 نسمة حسب إحصاء سنة 2010 م. تشير إحصاءات سنة 2000م بأن الكثافة السكانية في هذه المدينة تقدر بـ(78.8) نسمة/كم2.

## التركيبة السكانية
حدّد مكتب تعداد الولايات المتحدة بيانات التركيبة السكانية لسالادو في تعداد الولايات المتحدة. في ما يلي، التركيبة السكانية حسب تعدادي 2000 و2010.

### تعداد عام 2000
بلغ عدد سكان سالادو 3,475 نسمة بحسب تعداد عام 2000، وبلغ عدد الأسر 1,382 أسرة وعدد العائلات 1,113 عائلة مقيمة في القرية. في حين سجلت الكثافة السكانية 426.4 نسمة لكل كيلومتر مربع (1,104.4/ميل2). وبلغ عدد الوحدات السكنية 1,465 وحدة بمتوسط كثافة قدره 179.8 لكل كيلومتر مربع (465.7/ميل2).
وتوزع التركيب العرقي للقرية بنسبة 92.37% من البيض و0.26% من الأمريكيين الأفارقة و0.63% من الأمريكيين الأصليين و0.60% من الأمريكيين ذوي الأصول الآسيوية و0.06% من سكان جزر المحيط الهادئ و5.15% من الأعراق الأخرى و0.92% من عرقين مختلطين أو أكثر و8.66% من الهسبانيون أو اللاتينيون من أي عرق.
بلغ عدد الأسر 1,382 أسرة كانت نسبة 31.8% منها لديها أطفال تحت سن الثامنة عشر تعيش معهم، وبلغت نسبة الأزواج القاطنين مع بعضهم البعض 72.1% من أصل المجموع الكلي للأسر، ونسبة 6.3% من الأسر كان لديها معيلات من الإناث دون وجود شريك، بينما كانت نسبة 2.1% من الأسر لديها معيلون من الذكور دون وجود شريكة وكانت نسبة 19.5% من غير العائلات. تألفت نسبة 16.9% من أصل جميع الأسر من عدة أفراد يعيشون في نفس المنزل ونسبة 8.7% كانت تتألف من شخص يعيش بمفرده يبلغ من العمر 65 عاماً أو أكثر. وبلغ متوسط حجم الأسرة المعيشية 2.51، أما متوسط حجم العائلات فبلغ 2.81.
بلغ العمر الوسطي للسكان 44.4 عاماً. وكانت نسبة 22.4% من القاطنين تحت سن الثامنة عشر، وكانت نسبة 5.5% بين الثامنة عشر والرابعة والعشرين عاماً، ونسبة 23% كانت واقعةً في الفئة العمرية ما بين الخامسة والعشرين والرابعة والأربعين عاماً، ونسبة 31.3% كانت ما بين الخامسة والأربعين والرابعة والستين، ونسبة 17.9% كانت ضمن فئة الخامسة والستين عاماً فما فوق. يوجد لكل 100 أنثى 97.0 ذكر، ويوجد لكل 100 أنثى في الثامنة عشر من عمرها فما فوق 94.0 ذكر.
بلغ متوسط دخل الأسرة في القرية 63,646 دولارًا، أما متوسط دخل العائلة فبلغ 70,667 دولارًا. وكان متوسط دخل الذكور 48,098 دولارًا مقابل 26,528 دولارًا للإناث. وسجل دخل الفرد الخاص بالقرية 29,685 دولارًا. وكانت نسبة 3% من العائلات ونسبة 3.8% من السكان تحت خط الفقر، وكان من هؤلاء نسبة 2.5% تحت سن الثامنة عشر ونسبة 4.5% في الخامسة والستين من العمر وما فوق.

### تعداد عام 2010
بلغ عدد سكان سالادو 2,126 نسمة بحسب تعداد عام 2010، وبلغ عدد الأسر 929 أسرة وعدد العائلات 711 عائلة مقيمة في القرية. في حين سجلت الكثافة السكانية 260.9 نسمة لكل كيلومتر مربع (675.7/ميل2). وبلغ عدد الوحدات السكنية 1,018 وحدة بمتوسط كثافة قدره 124.9 لكل كيلومتر مربع (323.5/ميل2).
وتوزع التركيب العرقي للقرية بنسبة 91.86% من البيض و0.89% من الأمريكيين الأفارقة و0.85% من الأمريكيين الأصليين و0.80% من الأمريكيين ذوي الأصول الآسيوية و0.05% من سكان جزر المحيط الهادئ و4.66% من الأعراق الأخرى و0.89% من عرقين مختلطين أو أكثر و9.45% من الهسبانيون أو اللاتينيون من أي عرق.
بلغ عدد الأسر 929 أسرة كانت نسبة 23.6% منها لديها أطفال تحت سن الثامنة عشر تعيش معهم، وبلغت نسبة الأزواج القاطنين مع بعضهم البعض 68.5% من أصل المجموع الكلي للأسر، ونسبة 6.4% من الأسر كان لديها معيلات من الإناث دون وجود شريك، بينما كانت نسبة 1.7% من الأسر لديها معيلون من الذكور دون وجود شريكة وكانت نسبة 23.5% من غير العائلات. تألفت نسبة 21.3% من أصل جميع الأسر من عدة أفراد يعيشون في نفس المنزل ونسبة 13.3% كانت تتألف من شخص يعيش بمفرده يبلغ من العمر 65 عاماً أو أكثر. وبلغ متوسط حجم الأسرة المعيشية 2.29، أما متوسط حجم العائلات فبلغ 2.63.
بلغ العمر الوسطي للسكان 52.7 عاماً. وكانت نسبة 18.1% من القاطنين تحت سن الثامنة عشر، وكانت نسبة 4.3% بين الثامنة عشر والرابعة والعشرين عاماً، ونسبة 17.5% كانت واقعةً في الفئة العمرية ما بين الخامسة والعشرين والرابعة والأربعين عاماً، ونسبة 31% كانت ما بين الخامسة والأربعين والرابعة والستين، ونسبة 29.1% كانت ضمن فئة الخامسة والستين عاماً فما فوق. وتوزع التركيب الجنسي للسكان بنسبة 47.7% ذكور و52.3% إناث.

## معرض صور

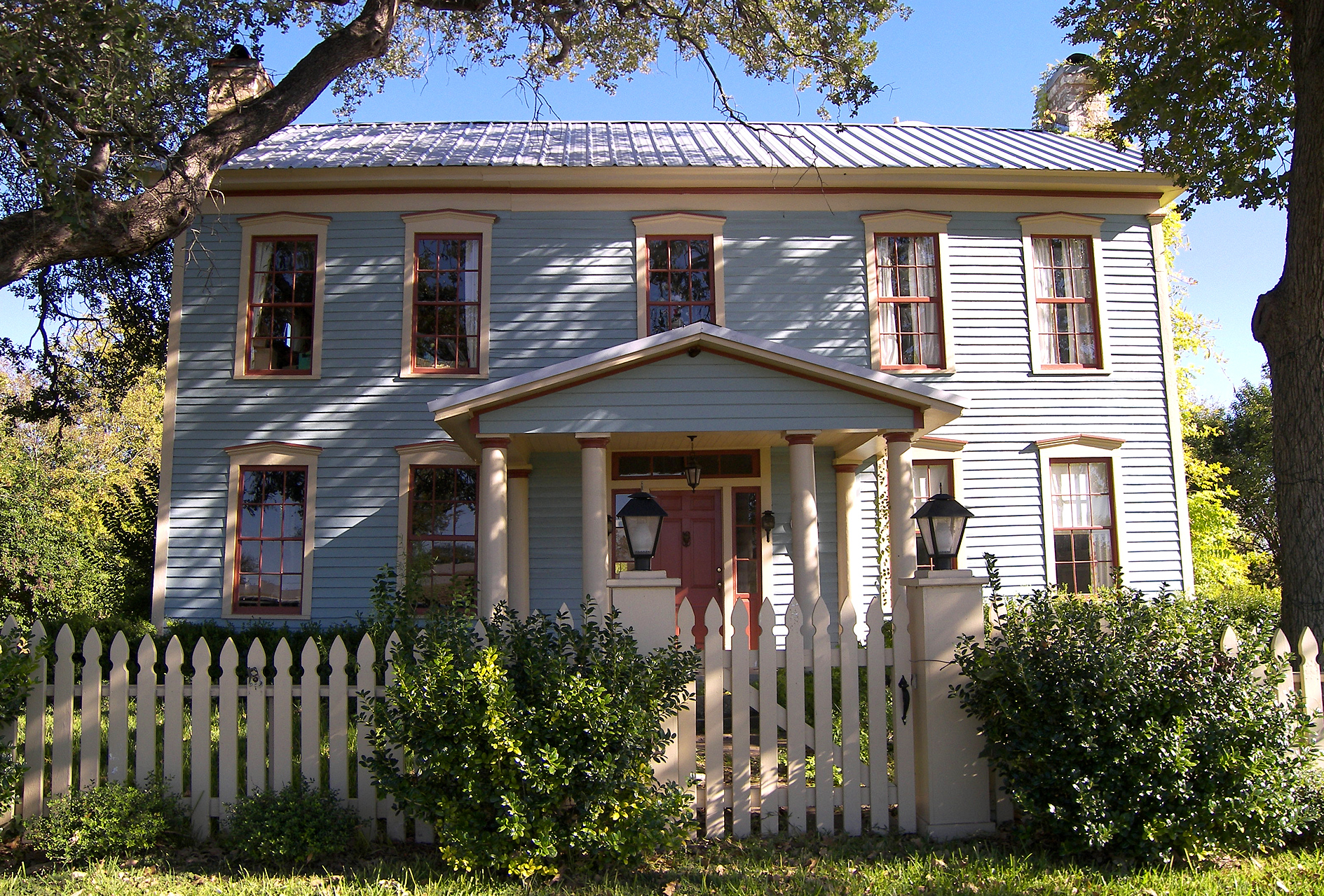
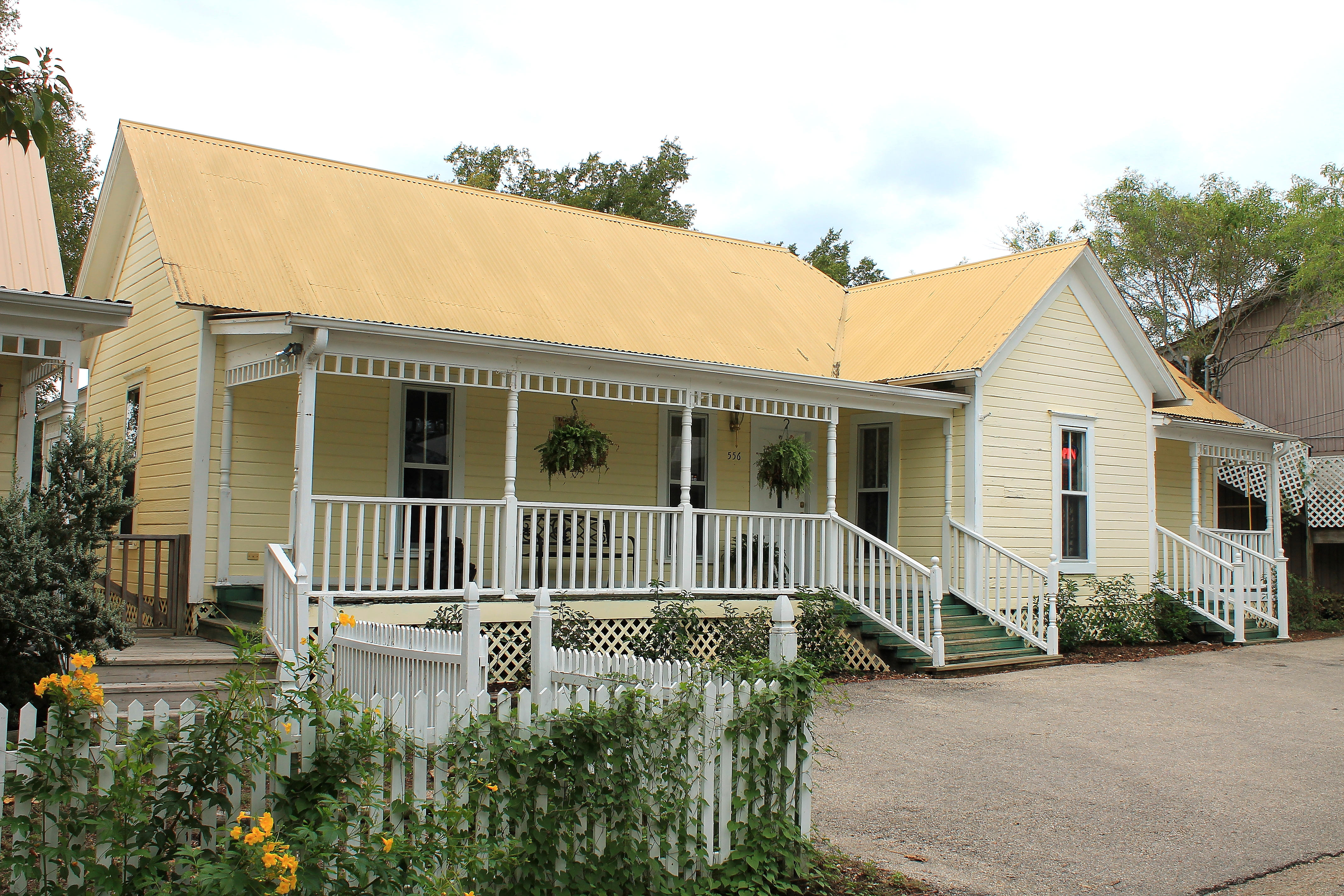
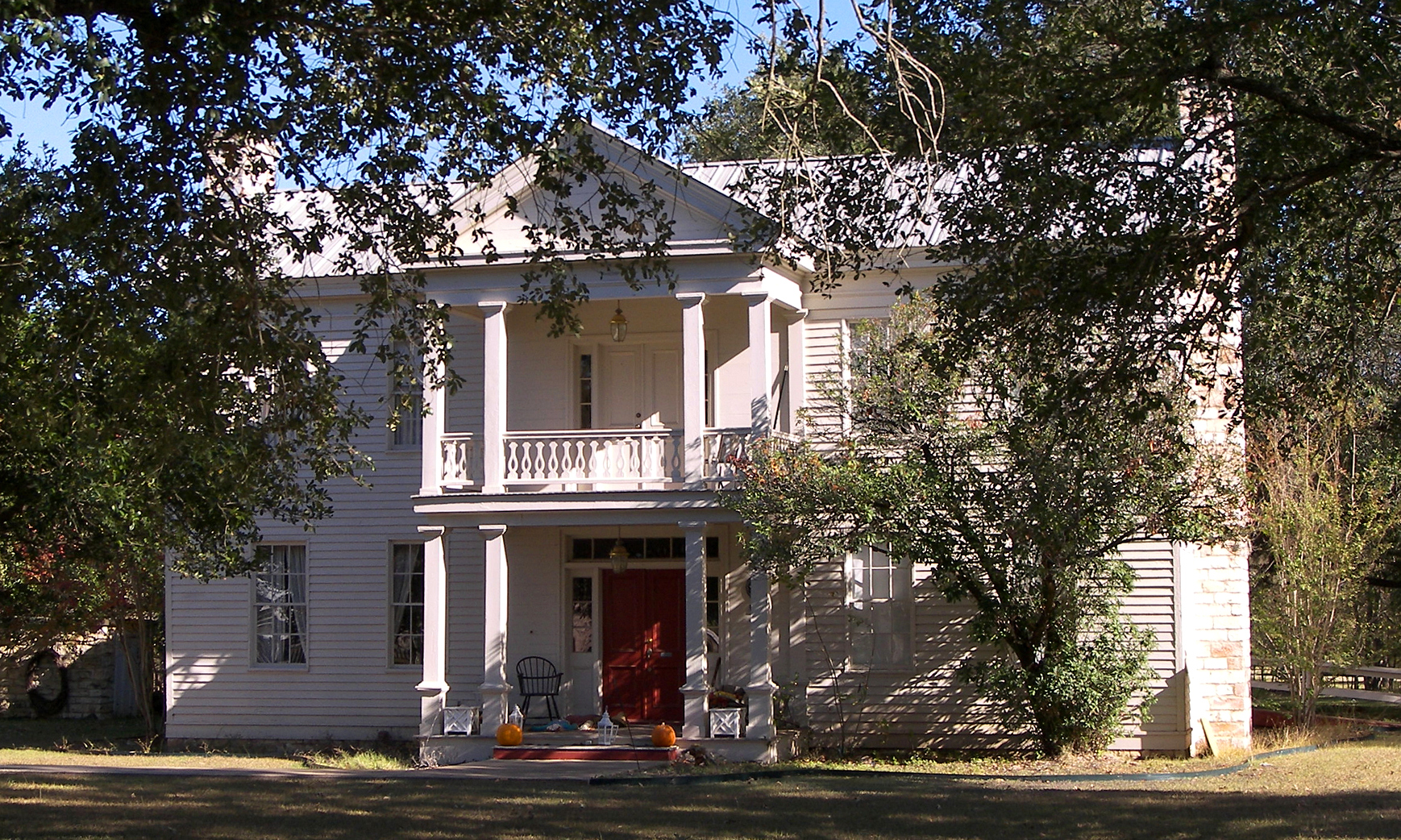
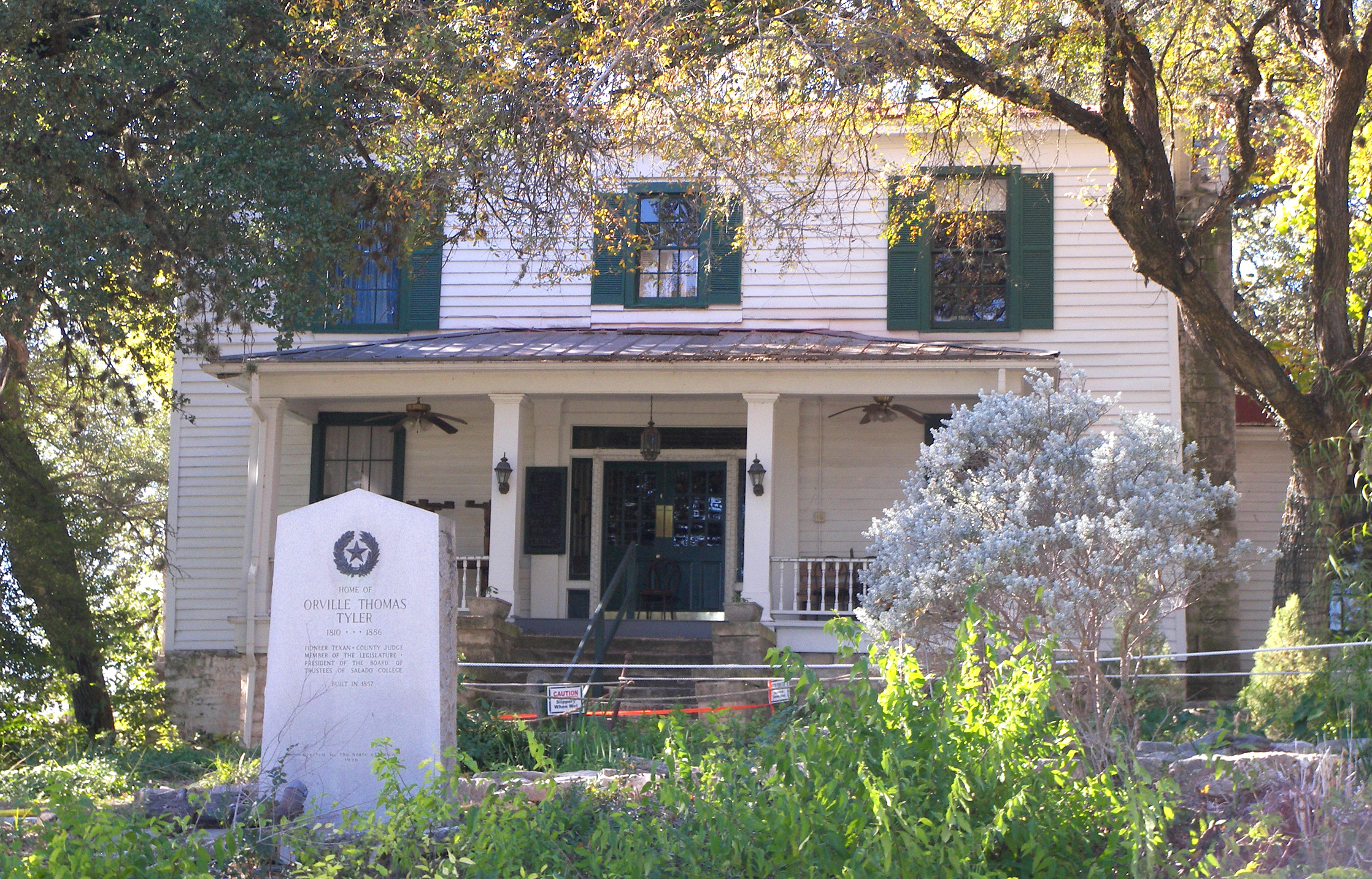
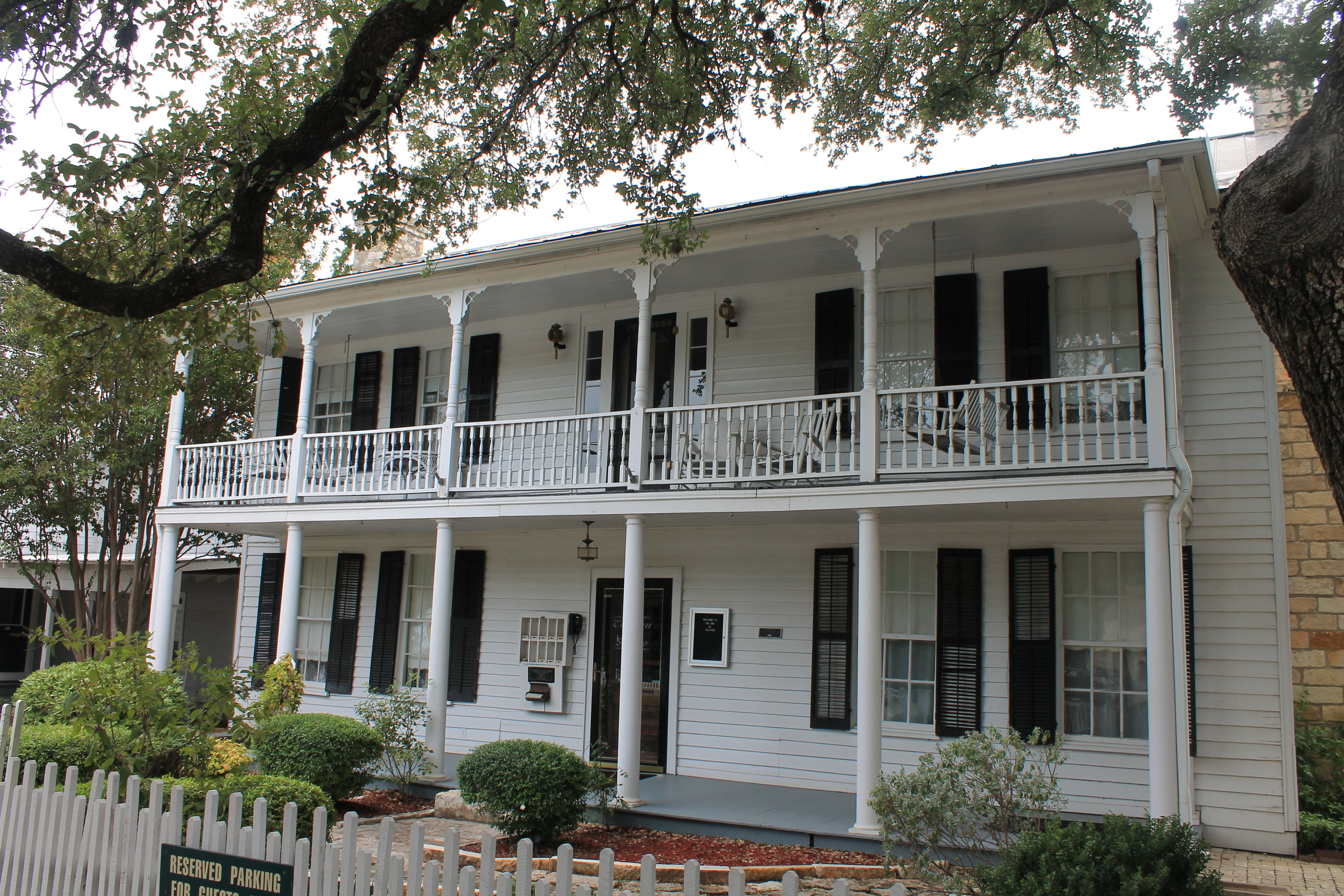
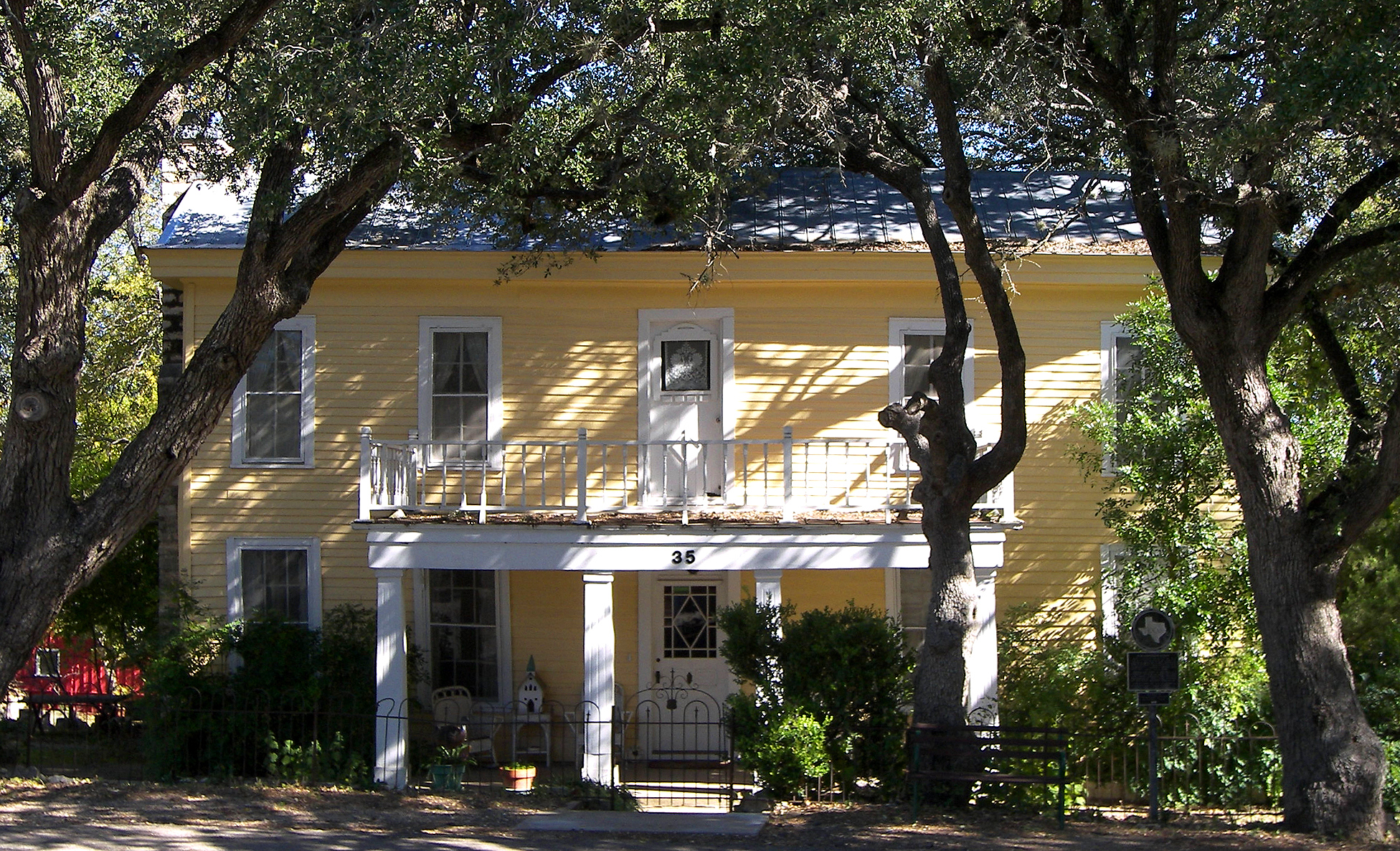

## أعلام
- أ. س. غريني جونيور
- جيمس إي. فيرغسون